# Saint-Arroman, Gers
 Saint-Arroman  là một xã của tỉnh Gers, thuộc vùng Occitanie, tây nam nước Pháp.

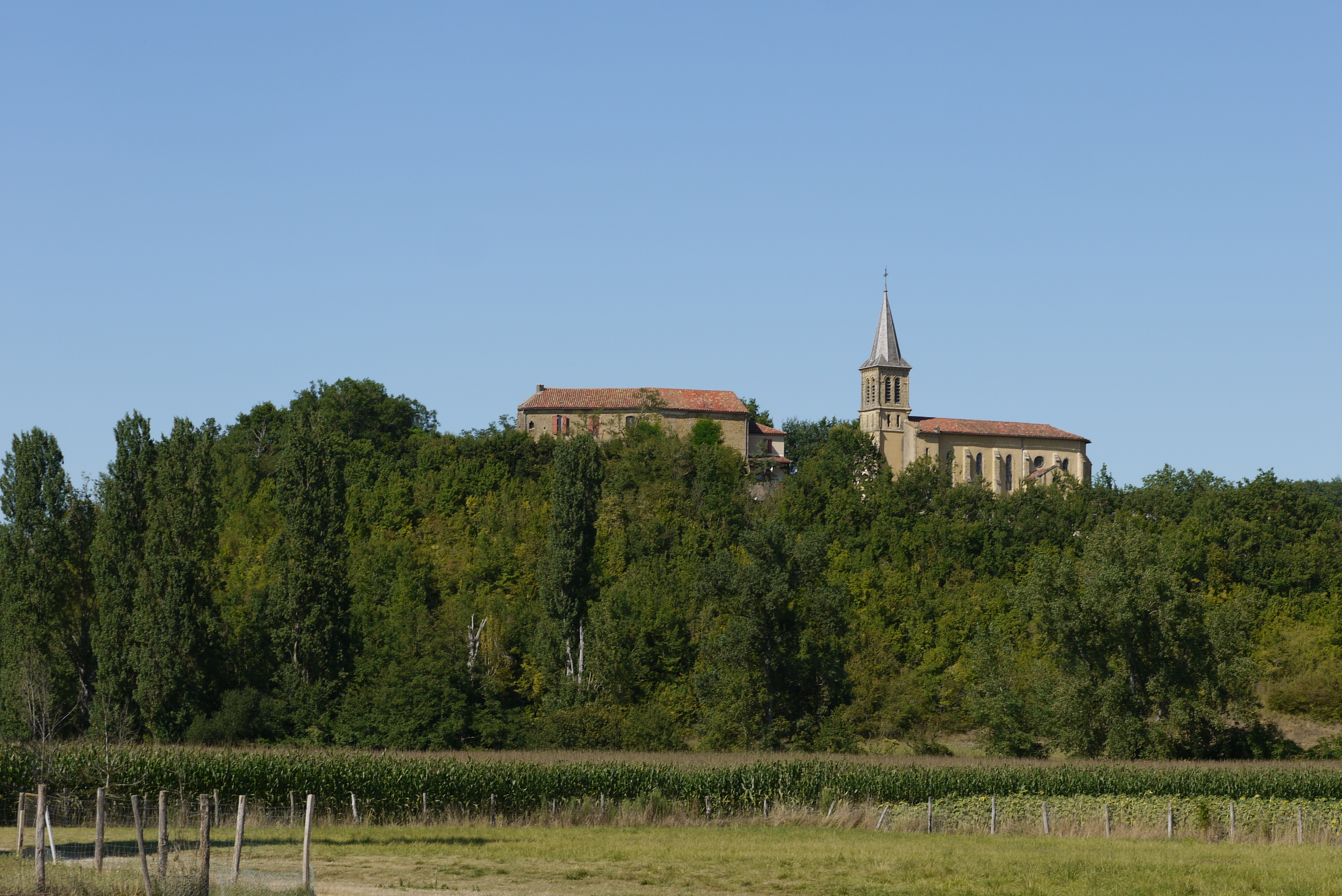
Saint-Arroman